# Serie B de Chile 1936
Serie B de Chile 1936 var den andra säsongen av Serie B de Chile, föregångaren till Primera B de Chile. Totalt deltog fem lag i serien och alla lagen mötte varandra en gång vardera, vilket gav fyra matcher totalt per lag. Universidad de Chile vann serien före Ferroviarios. Ferroviarios och Carlos Walker flyttades ner till en lägre division. Serien spelades i juni och juli 1936.

## Tabell
| Lag                  | S | V | O | F | GM | IM | MS  | P |
| -------------------- | - | - | - | - | -- | -- | --- | - |
| Universidad de Chile | 4 | 3 | 0 | 1 | 13 | 7  | +6  | 6 |
| Ferroviarios         | 4 | 3 | 0 | 1 | 9  | 5  | +4  | 6 |
| Green Cross          | 4 | 2 | 0 | 2 | 8  | 7  | +1  | 4 |
| Santiago National    | 4 | 2 | 0 | 2 | 5  | 6  | −1  | 4 |
| Carlos Walker        | 4 | 0 | 0 | 4 | 4  | 14 | −10 | 0 |

## Källa
Den här artikeln är helt eller delvis baserad på material från spanskspråkiga Wikipedia.